# Гидроксид тетраметиламмония
Гидрокси́д тетраметиламмо́ния (TMAH, TMAOH — от англ. tetramethylammonium hydroxide) это четвертичное аммонийное соединение с молекулярной формулой (CH3)4NOH, сильное органическое основание. Он используется как анизотропный травитель для кремния. Также, слабые растворы, используются для проявления фоторезиста в процессе фотолитографии. Поскольку он является катализатором фазового перехода, он очень эффективен для удаления фоторезиста. Также используется как поверхностно-активное вещество при синтезе ферромагнитных жидкостей, чтобы препятствовать слипанию её частиц.

## Токсичность
Раствор TMAH является сильным основанием. Чистый TMAH практически не имеет запаха, загрязнённый триметиламином (который применяется в производстве четвертичных аммониевых солей) имеет запах мертвой рыбы.

## Анизотропный травитель
TMAH относится к семейству растворов четвертичных гидроксидов аммония и широко используется для анизотропного травления кремния. Типичная температура травления 70°-90 °C, типичная концентрация 5 %-25 % TMAH по массе в водном растворе. Скорость травления кремния увеличивается с ростом температуры и падает с ростом концентрации TMAH. Грубость травления кремниевой поверхности увеличивается с ростом концентрации TMAH, при концентрации 20 % получается гладкая поверхность травления.
Распространённые материалы для масок при длительном травлении в TMAH включают в себя диоксид кремния (химически осаждённый из газовой фазы при пониженном давлении ) и нитрид кремния. Нитрид кремния имеет незначительную скорость травления в TMAH; скорость травления в TMAH для диоксида кремния зависит от качества плёнки, но в целом имеет порядок 0.1 нм/минуту.